# Moon (深田恭子のアルバム)
『moon』（ムーン）は、深田恭子の1stスタジオ・アルバム。2000年3月15日にポニーキャニオンからリリースされた。

## 解説
1999年にリリースされたミニ・アルバム『Dear…』に続く深田恭子の2枚目のアルバムでフル・アルバムでは初となる。初回限定盤には、10Pの写真集が封入されている。

## 収録曲
| 全作詞: 黒須チヒロ。 |                                                                                             |            |           |           |                      |      |
| #                    | タイトル                                                                                    | 作詞       | 作曲      | 編曲      | ストリングスアレンジ | 時間 |
| 1.                   | 「煌めきの瞬間 (Alternative Mix)」(3rdシングルのアルバムver.、ドラマ『イマジン』主題歌)     | 黒須チヒロ | ハルユキ  | 亀田誠治  |                      | 4:39 |
| 2.                   | 「あなたが知っている私が本当の私とは限らない (2000 Mix)」(1stシングル・C/W曲のアルバムver.) | 黒須チヒロ | ハルユキ  | 鈴木俊介  |                      | 4:24 |
| 3.                   | 「午前4時の向こう側」                                                                       | 黒須チヒロ | 原一博    | CHOKKAKU  |                      | 4:45 |
| 4.                   | 「Into The Light」(ミニ・アルバム『Dear…』収録曲に歌詞をつけた楽曲)                         | 黒須チヒロ | 深田恭子  | 溝口肇    |                      | 4:44 |
| 5.                   | 「桜の園」(コーセーファシオCMソング)                                                        | 黒須チヒロ | ハルユキ  | 亀田誠治  |                      | 4:43 |
| 6.                   | 「prayer」                                                                                  | 黒須チヒロ | 小森田実  | 小森田実  |                      | 3:57 |
| 7.                   | 「永遠の一日」                                                                              | 黒須チヒロ | ハルユキ  | 白井良明  |                      | 4:57 |
| 8.                   | 「胸いっぱいの愛を」                                                                        | 黒須チヒロ | 小森田実  | 小森田実  |                      | 4:34 |
| 9.                   | 「イージーライダー」(2ndシングル、角川文庫'99夏の名作150 CMソング)                          | 黒須チヒロ | 深沼元昭  | 深沼元昭  |                      | 4:54 |
| 10.                  | 「黒い雨」                                                                                  | 黒須チヒロ | 宮崎歩    | 亀田誠治  | 旭純                 | 3:58 |
| 11.                  | 「最後の果実」(1stシングル)                                                                 | 黒須チヒロ | 小森田実  | 小森田実  |                      | 4:11 |
| 合計時間:            | 合計時間:                                                                                   | 合計時間:  | 合計時間: | 合計時間: | 49:46                |      |